# Lebomboberge
Die Lebomboberge (auch Lubomboberge, von ubombo (isiZulu), dt. „Große Nase“) sind eine sich über die Distanz von etwa 600 Kilometern erstreckende, schmale Kette von gebirgigen und hügeligen Erhebungen im südlichen Afrika.
Weite Teile der Berge in Eswatini wurden im Juni 2019 als Biosphärenreservat der UNESCO anerkannt.
Sie entfalten sich auf den Staatsgebieten von Südafrika, Mosambik und Eswatini und verlaufen mit Unterbrechungen in Nord-Süd-Richtung. Ihr Ursprung geht auf vulkanische Vorgänge zurück. Die höchste Erhebung ist der Mount Mananga mit 776 m, der sich in der Nähe des nördlichen Dreiländerecks Eswatini/Mosambik/Südafrika befindet.

## Geographie

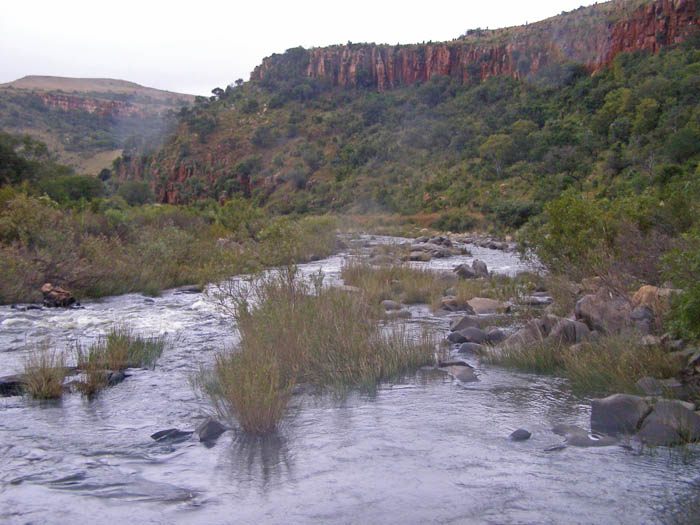
Komati-Durchbruch in den Lebombobergen

Das Nordende der Lebomboberge liegt bei Punda Maria in der südafrikanischen Provinz Limpopo im Kruger-Nationalpark, wo sie eine Höhe von 406 Metern über dem Meeresspiegel erreichen. Von dort erstreckt sich das hügelige Land aus granitoiden Gesteinen in niedriger Höhe, vom flachen Tal des Phugwane unterbrochen, entlang der südafrikanisch-mosambikanischen Grenze bis zum Letaba und dem Massingir-Stausee.

Nach einigen leichten Erhebungen beginnen weiter südlich die Lebombo-Ebenen, die sich als flaches Land bis in die Nähe von Komatipoort unweit der Grenze zu Eswatini erstrecken und mehrere nach Mosambik gerichtete Flussläufe aufweisen.
Östlich der südafrikanischen Siedlung Esibayeni treten wieder Höhenrücken der Lebomboberge aus der Ebene heraus und gewinnen bis auf swatinisches Territorium zunehmend an Höhe. Dieser mittlere Teil verläuft entlang der östlichen Grenze Eswatinis und bildet eine natürliche Barriere zwischen dem Land und Mosambik. Die swatinische Region Lubombo ist nach dem Gebirge benannt.
Das flach auslaufende Südende der Lebomboberge liegt nahe bei Hluhluwe im südafrikanischen KwaZulu-Natal.
Mehrere Flüsse, wie der Komati bei Komatipoort, der Pongola und der Lusutfu, queren die beschriebene Lebombo-Region von West nach Ost.

## Geologie
Die Lebomboberge begrenzen das Karoo-Hauptbecken im Nordosten. Die Gebirgskette liegt zwischen dem präkambrischen Kaapvaal-Kraton und dem ebenfalls präkambrischen, aber jüngeren Mosambik-Gürtel. Im Süden wird sie durch den Natal-Namaqua-Gürtel begrenzt. Sie entstand vor etwa 180 Millionen Jahren, vor dem Zerfall des Ostteils des damaligen Kontinents Gondwana. Sie sind eine nach Osten geneigte Monoklinale. Die untere Schicht besteht aus Basalt der Sabie-River-Formation, die Schicht darüber aus Abfolgen von Rhyolithen, Tuffen und Ignimbriten der Jozini-Formation (Lebombo-Gruppe, Karoo-Supergruppe). Das Gebiet ist von zahlreichen Dolerit-Dykes durchzogen. An ihrer westlichen Flanke überdecken sie Basaltgesteine der Letaba-Formation (Lebombo-Gruppe, Karoo-Supergruppe) Karoo-Sedimente.

## Geschichte
In einer Höhle in den Lebombobergen fand man Siedlungsspuren aus der mittleren Steinzeit. Der Zulukönig Dingane wurde 1840 in den Lebombobergen ermordet.
Das Flugzeug des mosambikanischen Präsidenten Samora Machel stürzte am 19. Oktober 1986 beim Rückflug von Verhandlungen in Sambia mit der südafrikanischen Apartheidregierung unter ungeklärten Umständen in den Lebombobergen südlich von Komatipoort ab (siehe Mosambikanischer Tupolew Tu-134-Absturz 1986). Machel starb zusammen mit weiteren 34 Insassen. Am 19. Januar 1999 weihte man bei Mbuzini ein Denkmal nach dem Entwurf des mosambikanischen Architekten Joes Foraz ein, das seither an diesen Flugzeugabsturz erinnert.